# Kiarou
Le kiarou est une danse traditionnelle du Benin de l'ère culturelle Batonu. C'est une danse identitaire que l'on retrouve le plus souvent chez les princes Wassangari. On retrouve cette danse dans le du Borgou.

## Spécificité
Le Kiarou évoque quelque chose de gaie c'est pour cela que l'on le danse le plus souvent lors d'événement festifs chez les Bariba. Cette danse s'exécute principalement lors des cérémonies d'intronisation, de mariage et de baptêmes,,,,,,.
Depuis 2020, la danse Kiarou fait partie du patrimoine culturel immatériel du Bénin,.